# Torneo Apertura 2025 de Primera A (Liga Catamarqueña)
El Torneo Apertura Clasificatorio 2025 de Primera División A, llamado Torneo Apertura 2025 de Primera A «Copa CAMYEN» por razones de patrocinio, organizado por la Liga Catamarqueña de Fútbol, será el primer torneo del año, jugándose la temporada CVI de la máxima categoría del fútbol capitalino. Inició el 11 de abril y finalizará el 3 de agosto.
Lo disputarán los doce equipos pertenecientes a dicha división. El campeón obtendrá la plaza al próximo Torneo Regional Federal Amateur.
En la reunión de presidentes llevada a cabo el jueves 27 de febrero, se conoció que la Liga Catamarqueña tendrá una tercera plaza al Torneo Regional Amateur que le corresponderá al ganador de la Reválida.
El nuevo participante es el Club Atlético Independiente de Huillapima, campeón del Torneo Apertura de Primera B, que regresa a la máxima categoría del fútbol capitalino luego de 8 años, tras su última participación en la temporada 2017.
El 13 de marzo quedó definido el nuevo formato para esta temporada, que como novedad contará con una jornada adicional, denominada fecha de los clásicos, que se disputará entre la sexta y séptima fecha.
El sorteo del fixture se llevó a cabo el día lunes 1 de abril.
Consagró campeón al Club Atlético San Lorenzo de Alem, que obtuvo su vigésimo octavo título en la Divisional Mayor del fútbol capitalino, bajo la dirección técnica de Pedro Moya. Clasificó, así, al Torneo Regional Federal Amateur 2025-26.
La segunda plaza al Torneo Regional Amateur fue para el Club Atlético Independiente de la Capital, que se quedó con el Petit Torneo, tras vencer al Atlético Policial en penales, tras haber igualado 1-1 en los 90' reglamentarios.
El tercer y último equipo que consiguió la última plaza al Regional Amateur, fue el Club Atlético Policial, tras vencer a Villa Cubas por 2 a 1.

## Ascensos y descensos
| Pos. | Descendido de la Primera A 2024 |
| ---- | ------------------------------- |
| 12.º | Vélez Sarsfield                 |

| Pos. | Ascendido de la Primera B 2024 |
| ---- | ------------------------------ |
| 1.º  | Independiente (Huillapima)     |

## Formato
Torneo Apertura 2025
Los 12 equipos jugarán 12 partidos cada uno a lo largo de 12 fechas (11 correspondientes al fixture establecido, más una fecha extra de clásicos y/o emparejamientos a designar por la Comisión Directiva de la LCF), en una sola rueda, bajo el sistema de todos contra todos. En este torneo se usará el sistema de puntos, de acuerdo a la reglamentación de la Internacional F. A. Board, asignándose tres puntos al equipo que resulte ganador, un punto a cada uno en caso de empate y cero puntos al perdedor.
El club que resulte campeón obtendrá la primera plaza al Torneo Regional Federal Amateur 2025-26 y una suma de $2.500.000 de parte del patrocinador del torneo, para la compra de materiales deportivos y/o de construcción.
Criterio de desempate en igualdad de puntos
- En caso de igualdad de puntos en el primer lugar al término de las 12 fechas entre dos equipos, se disputará un partido final para determinar al campeón.

- En el caso de igualdad de puntos entre tres o más equipos en la primera posición y de igual manera entre dos o más equipos para determinar cualquier ubicación en la tabla de posiciones, se aplicará el siguiente sistema:

En favor del equipo que, considerando exclusivamente los partidos disputados contra aquel o aquellos con los que hubiera empatado la posición, hubiera obtenido mayor cantidad de puntos o, en caso de empate, en el siguiente orden:
1. Mayor diferencia de goles.
2. Mayor cantidad de goles a favor.
3. Mayor cantidad de goles como visitante.
4. Sorteo a realizarse en sede del consejo ejecutivo, dentro de las 48 horas.

Descenso
En la presente temporada se tomó la decisión de anular los descensos, para aumentar a 14 equipos en la Primera División A 2025-26.
Petit Torneo
Lo jugarán los equipos ubicados desde el 2.º al 9.º lugar de la tabla de posiciones.
El mismo desarrollará mediante el sistema de eliminación directa, a un solo partido. En caso de persistir la igualdad en los 90' de juego, se definirá mediante tiros desde el punto penal.
El equipo ganador se adjudicará la segunda plaza para participar en el Torneo Regional Federal Amateur 2025-26.
Reválida
Se jugará por el sistema de eliminación directa, a un solo partido. Participarán los siete equipos que no pudieron ganar el Petit Torneo. 
En la primera ronda se enfrentarán los cuatro eliminados en Cuartos de final, en la siguiente se sumarán los eliminados en Semifinales más los ganadores de la ronda anterior. Los ganadores avanzarán a la tercera ronda. Mientras que en la última ronda se enfrentarán el subcampeón del Petit contra el ganador de la tercera ronda.
El ganador de la Cuarta ronda se quedará con la tercera y última plaza al Regional Amateur 2025-26.

## Equipos participantes
| Nombre del club                         | Ciudad                              | Departamento | Fundación                | Temporadas |
| --------------------------------------- | ----------------------------------- | ------------ | ------------------------ | ---------- |
| Club Deportivo Américo Tesorieri        | San Fernando del Valle de Catamarca | Capital      | 13 de octubre de 1933    | 75         |
| Club Atlético Policial                  | San Fernando del Valle de Catamarca | Capital      | 31 de marzo de 1945      | 70         |
| Club Deportivo Chacarita                | San Fernando del Valle de Catamarca | Capital      | 19 de marzo de 1934      | 32         |
| Club Atlético Defensores del Norte      | San Fernando del Valle de Catamarca | Capital      | 25 de junio de 1937      | 65         |
| Club Atlético Estudiantes de La Tablada | San Fernando del Valle de Catamarca | Capital      | 1 de agosto de 1951      | 32         |
| Club Sportivo Ferrocarriles del Estado  | Chumbicha                           | Capayán      | 15 de septiembre de 1946 | 20         |
| Club Atlético Independiente             | San Fernando del Valle de Catamarca | Capital      | 28 de febrero de 1920    | 90         |
| Club Atlético Independiente             | Huillapima                          | Capayán      | 17 de julio de 1993      | 4          |
| Asociación Juventud Unida de Santa Rosa | San Fernando del Valle de Catamarca | Capital      | 23 de mayo de 1963       | 63         |
| Club Deportivo Salta Central            | San Fernando del Valle de Catamarca | Capital      | 12 de abril de 1984      | 30         |
| Club Atlético San Lorenzo de Alem       | San Fernando del Valle de Catamarca | Capital      | 20 de mayo de 1936       | 60         |
| Club Sportivo Villa Cubas               | San Fernando del Valle de Catamarca | Capital      | 25 de agosto de 1932     | 71         |

### Distribución geográfica de los equipos
| Departamento | Cant. | Equipos |
| ------------ | ----- | --- |
| Capital      | 10    | Américo Tesorieri, Atlético Policial, Chacarita, Defensores del Norte, Estudiantes de La Tablada, Independiente (C), Juventud Unida, Salta Central, San Lorenzo de Alem y Villa Cubas |
| Capayán      | 2     | Ferrocarriles (Chumbicha) e Independiente (Huillapima) |

## Competición

### Tabla de posiciones
| Pos. | Equipo                               | Pts. | PJ | G | E | P  | GF | GC | Dif. | Clasificación                             |
| ---- | ------------------------------------ | ---- | -- | - | - | -- | -- | -- | ---- | ----------------------------------------- |
| 1    | San Lorenzo de Alem                  | 28   | 12 | 9 | 1 | 2  | 22 | 12 | +10  | Campeón y Torneo Regional Amateur 2025-26 |
| 2    | Independiente (Capital)              | 27   | 12 | 8 | 3 | 1  | 21 | 9  | +12  | Petit Torneo                              |
| 3    | Salta Central                        | 23   | 12 | 7 | 2 | 3  | 17 | 10 | +7   | Petit Torneo                              |
| 4    | Defensores del Norte                 | 23   | 12 | 7 | 2 | 3  | 18 | 12 | +6   | Petit Torneo                              |
| 5    | Villa Cubas                          | 21   | 12 | 6 | 3 | 3  | 16 | 14 | +2   | Petit Torneo                              |
| 6    | Américo Tesorieri                    | 19   | 12 | 6 | 1 | 5  | 18 | 14 | +4   | Petit Torneo                              |
| 7    | Atlético Policial                    | 18   | 12 | 5 | 3 | 4  | 21 | 12 | +9   | Petit Torneo                              |
| 8    | Ferrocarriles del Estado (Chumbicha) | 13   | 12 | 4 | 1 | 7  | 13 | 21 | −8   | Petit Torneo                              |
| 9    | Juventud Unida de Santa Rosa         | 12   | 12 | 3 | 3 | 6  | 17 | 18 | −1   | Petit Torneo                              |
| 10   | Chacarita                            | 10   | 12 | 2 | 4 | 6  | 15 | 24 | −9   |                                           |
| 11   | Independiente (Huillapima)           | 9    | 12 | 3 | 0 | 9  | 11 | 21 | −10  |                                           |
| 12   | Estudiantes de La Tablada            | 1    | 12 | 0 | 1 | 11 | 8  | 30 | −22  |                                           |

Actualizado a los partidos jugados el 29 de junio de 2025.
 Fuente: El Esquiú / Revista Botineros
Notas:
1. 1 2  Puntos en partidos directos: Salta Central 3, Defensores del Norte 0.

#### Evolución de las posiciones
| Equipo / Fecha                       | 1  | 2  | 3  | 4  | 5  | 6  | FC | 7  | 8  | 9  | 10 | 11 |
| ------------------------------------ | -- | -- | -- | -- | -- | -- | -- | -- | -- | -- | -- | -- |
| Américo Tesorieri                    | 2  | 4  | 8  | 9  | 11 | 8  | 9  | 8  | 7  | 6  | 6  | 6  |
| Atlético Policial                    | 10 | 12 | 12 | 12 | 10 | 7  | 6  | 6  | 6  | 7  | 7  | 7  |
| Chacarita                            | 7  | 8  | 9  | 8  | 9  | 11 | 11 | 11 | 11 | 11 | 9  | 10 |
| Defensores del Norte                 | 1  | 1  | 1  | 1  | 1  | 2  | 2  | 2  | 3  | 4  | 5  | 4  |
| Estudiantes de La Tablada            | 6  | 9  | 10 | 11 | 12 | 12 | 12 | 12 | 12 | 12 | 12 | 12 |
| Ferrocarriles del Estado (Chumbicha) | 10 | 11 | 11 | 10 | 7  | 9  | 7  | 7  | 9  | 9  | 10 | 8  |
| Independiente (Capital)              | 8  | 5  | 4  | 3  | 3  | 5  | 3  | 4  | 4  | 2  | 2  | 2  |
| Independiente (Huillapima)           | 12 | 7  | 6  | 7  | 8  | 10 | 10 | 10 | 10 | 10 | 11 | 11 |
| Juventud Unida de Santa Rosa         | 3  | 2  | 4  | 6  | 6  | 6  | 8  | 9  | 8  | 8  | 8  | 9  |
| Salta Central                        | 9  | 10 | 7  | 5  | 5  | 4  | 4  | 3  | 2  | 3  | 3  | 3  |
| San Lorenzo de Alem                  | 5  | 6  | 3  | 2  | 2  | 1  | 1  | 1  | 1  | 1  | 1  | 1  |
| Villa Cubas                          | 3  | 3  | 2  | 4  | 4  | 3  | 5  | 5  | 5  | 5  | 4  | 5  |

|  |

#### Tabla de resultados cruzados
| Local \ Visitante                    | TES | POL | CHA | DEF | EST | FER | INC | INH | JUV | SAL | SLA | VCU |
| ------------------------------------ | --- | --- | --- | --- | --- | --- | --- | --- | --- | --- | --- | --- |
| Américo Tesorieri                    |     | 1–1 |     |     | 2–1 |     | 0–1 |     | 1–2 | 0–1 | 1–0 |     |
| Atlético Policial                    |     |     |     | 1–1 | 5–1 | 2–0 |     | 2–0 |     | -   |     | 0–1 |
| Chacarita                            | 2–3 | 2–2 |     |     | 1–1 | 2–2 | 0–5 | 1–2 |     |     | 2–4 |     |
| Defensores del Norte                 | 2–0 |     | 0–2 |     |     | 2–1 | 2–3 | 3–0 | 1–0 |     |     |     |
| Estudiantes de La Tablada            |     | 0–5 |     | 1–2 |     |     |     |     |     | 1–3 | 2–3 | 0–1 |
| Ferrocarriles del Estado (Chumbicha) | 1–4 |     |     |     | 1–0 |     | 1–2 | 2–1 | 2–1 |     | 0–2 |     |
| Independiente (Capital)              |     | 2–1 | 2–0 |     | 1–0 |     |     |     |     | 0–0 | 0–1 | 1–1 |
| Independiente (Huillapima)           | 1–3 |     |     |     | 1–0 | 1–2 | 1–2 |     | 3–1 |     |     |     |
| Juventud Unida de Santa Rosa         |     | 2–0 | 0–1 | 1–2 | 5–1 |     | 2–2 |     |     | 0–2 | 1–1 |     |
| Salta Central                        | 1–3 |     | 0–0 | 1–0 |     | 2–1 |     | 2–0 |     |     |     | 4–1 |
| San Lorenzo de Alem                  |     | 2–0 |     | 1–2 |     |     |     | 2–1 |     | 2–1 |     | 2–1 |
| Villa Cubas                          | 1–0 |     | 3–2 | 1–1 |     | 2–0 |     | 1–0 | 2–2 |     | 1–2 |     |

### Resultados
| Fecha 1                      | Fecha 1   | Fecha 1                    | Fecha 1               | Fecha 1     | Fecha 1 |
| Local                        | Resultado | Visita                     | Estadio               | Fecha       | Hora    |
| ---------------------------- | --------- | -------------------------- | --------------------- | ----------- | ------- |
| Defensores del Norte         | 3 - 0     | Independiente (Huillapima) | CD Américo Tesorieri  | 11 de abril | 16:30   |
| Salta Central                | 1 - 3     | Américo Tesorieri          | Malvinas Argentinas   | 11 de abril | 17:00   |
| Chacarita                    | 1 - 1     | Estudiantes de La Tablada  | Malvinas Argentinas   | 12 de abril | 16:30   |
| Independiente (Capital)      | 0 - 1     | San Lorenzo de Alem        | Malvinas Argentinas   | 12 de abril | 18:30   |
| Juventud Unida de Santa Rosa | 2 - 0     | Atlético Policial          | Malvinas Argentinas   | 13 de abril | 17:00   |
| Villa Cubas                  | 2 - 0     | Ferrocarriles del Estado   | Raúl Omar Barrionuevo | 13 de abril | 17:00   |

| Fecha 2                    | Fecha 2   | Fecha 2                      | Fecha 2                              | Fecha 2     | Fecha 2 |
| Local                      | Resultado | Visita                       | Estadio                              | Fecha       | Hora    |
| -------------------------- | --------- | ---------------------------- | ------------------------------------ | ----------- | ------- |
| Américo Tesorieri          | 1 - 2     | Juventud Unida de Santa Rosa | Malvinas Argentinas                  | 19 de abril | 14:00   |
| Salta Central              | 0 - 0     | Chacarita                    | Malvinas Argentinas                  | 19 de abril | 16:00   |
| Ferrocarriles del Estado   | 1 - 2     | Independiente (Capital)      | Polideportivo Municipal de Chumbicha | 19 de abril | 16:00   |
| Independiente (Huillapima) | 1 - 0     | Estudiantes de La Tablada    | CA Independiente (H)                 | 19 de abril | 16:30   |
| San Lorenzo de Alem        | 1 - 2     | Defensores del Norte         | Malvinas Argentinas                  | 19 de abril | 18:00   |
| Atlético Policial          | 0 - 1     | Villa Cubas                  | Malvinas Argentinas                  | 20 de abril | 18:00   |

| Fecha 3                      | Fecha 3   | Fecha 3                    | Fecha 3               | Fecha 3     | Fecha 3 |
| Local                        | Resultado | Visita                     | Estadio               | Fecha       | Hora    |
| ---------------------------- | --------- | -------------------------- | --------------------- | ----------- | ------- |
| Defensores del Norte         | 2 - 1     | Ferrocarriles del Estado   | Malvinas Argentinas   | 25 de abril | 15:00   |
| Chacarita                    | 1 - 2     | Independiente (Huillapima) | CA Independiente (C)  | 25 de abril | 16:00   |
| Juventud Unida de Santa Rosa | 0 - 2     | Salta Central              | CD Américo Tesorieri  | 25 de abril | 16:00   |
| Estudiantes de La Tablada    | 2 - 3     | San Lorenzo de Alem        | Malvinas Argentinas   | 25 de abril | 17:00   |
| Villa Cubas                  | 1 - 0     | Américo Tesorieri          | Raúl Omar Barrionuevo | 26 de abril | 15:30   |
| Independiente (Capital)      | 2 - 1     | Atlético Policial          | Malvinas Argentinas   | 26 de abril | 18:00   |

| Fecha 4                      | Fecha 4   | Fecha 4                    | Fecha 4                              | Fecha 4   | Fecha 4 |
| Local                        | Resultado | Visita                     | Estadio                              | Fecha     | Hora    |
| ---------------------------- | --------- | -------------------------- | ------------------------------------ | --------- | ------- |
| Juventud Unida de Santa Rosa | 0 - 1     | Chacarita                  | Malvinas Argentinas                  | 2 de mayo | 16:00   |
| San Lorenzo de Alem          | 2 - 1     | Independiente (Huillapima) | Malvinas Argentinas                  | 2 de mayo | 18:00   |
| Atlético Policial            | 1 - 1     | Defensores del Norte       | Malvinas Argentinas                  | 3 mayo    | 14:00   |
| Ferrocarriles del Estado     | 1 - 0     | Estudiantes de La Tablada  | Polideportivo Municipal de Chumbicha | 3 mayo    | 16:00   |
| Américo Tesorieri            | 0 - 1     | Independiente (Capital)    | Malvinas Argentinas                  | 3 mayo    | 16:30   |
| Salta Central                | 4 - 1     | Villa Cubas                | Malvinas Argentinas                  | 3 mayo    | 19:00   |

| Fecha 5                    | Fecha 5   | Fecha 5                      | Fecha 5               | Fecha 5    | Fecha 5 |
| Local                      | Resultado | Visita                       | Estadio               | Fecha      | Hora    |
| -------------------------- | --------- | ---------------------------- | --------------------- | ---------- | ------- |
| Independiente (Capital)    | 0 - 0     | Salta Central                | CA Independiente (C)  | 9 de mayo  | 16:00   |
| Defensores del Norte       | 2 - 0     | Américo Tesorieri            | Malvinas Argentinas   | 10 de mayo | 15:00   |
| Chacarita                  | 2 - 4     | San Lorenzo de Alem          | Malvinas Argentinas   | 10 de mayo | 17:00   |
| Independiente (Huillapima) | 1 - 2     | Ferrocarriles del Estado     | CA Independiente (H)  | 11 de mayo | 16:00   |
| Villa Cubas                | 2 - 2     | Juventud Unida de Santa Rosa | Raúl Omar Barrionuevo | 11 de mayo | 16:30   |
| Estudiantes de La Tablada  | 0 - 5     | Atlético Policial            | Malvinas Argentinas   | 11 de mayo | 17:30   |

| Fecha 6                      | Fecha 6   | Fecha 6                    | Fecha 6                              | Fecha 6    | Fecha 6 |
| Local                        | Resultado | Visita                     | Estadio                              | Fecha      | Hora    |
| ---------------------------- | --------- | -------------------------- | ------------------------------------ | ---------- | ------- |
| Américo Tesorieri            | 2 - 1     | Estudiantes de La Tablada  | Malvinas Argentinas                  | 17 de mayo | 14:00   |
| Juventud Unida de Santa Rosa | 2 - 2     | Independiente (Capital)    | Malvinas Argentinas                  | 17 de mayo | 16:00   |
| Ferrocarriles del Estado     | 0 - 2     | San Lorenzo de Alem        | Polideportivo Municipal de Chumbicha | 17 de mayo | 16:00   |
| Salta Central                | 1 - 0     | Defensores del Norte       | Malvinas Argentinas                  | 17 de mayo | 18:00   |
| Villa Cubas                  | 3 - 2     | Chacarita                  | Raúl Omar Barrionuevo                | 18 de mayo | 16:00   |
| Atlético Policial            | 2 - 0     | Independiente (Huillapima) | Malvinas Argentinas                  | 18 de mayo | 17:30   |

| Fecha de los Clásicos        | Fecha de los Clásicos | Fecha de los Clásicos      | Fecha de los Clásicos | Fecha de los Clásicos | Fecha de los Clásicos |
| Local                        | Resultado             | Visita                     | Estadio               | Fecha                 | Hora                  |
| ---------------------------- | --------------------- | -------------------------- | --------------------- | --------------------- | --------------------- |
| Américo Tesorieri            | 0 - 1                 | Salta Central              | Malvinas Argentinas   | 23 de mayo            | 15:00                 |
| Ferrocarriles del Estado     | 2 - 1                 | Independiente (Huillapima) | CA Independiente (H)  | 23 de mayo            | 15:30                 |
| Juventud Unida de Santa Rosa | 1 - 2                 | Defensores del Norte       | Malvinas Argentinas   | 23 de mayo            | 17:30                 |
| Chacarita                    | 0 - 5                 | Independiente (Capital)    | Malvinas Argentinas   | 24 de mayo            | 15:00                 |
| Atlético Policial            | 5 - 1                 | Estudiantes de La Tablada  | Malvinas Argentinas   | 24 de mayo            | 17:30                 |
| Villa Cubas                  | 1 - 2                 | San Lorenzo de Alem        | Malvinas Argentinas   | 25 de mayo            | 17:30                 |

| Fecha 7                    | Fecha 7   | Fecha 7                      | Fecha 7              | Fecha 7    | Fecha 7 |
| Local                      | Resultado | Visita                       | Estadio              | Fecha      | Hora    |
| -------------------------- | --------- | ---------------------------- | -------------------- | ---------- | ------- |
| Estudiantes de La Tablada  | 1 - 3     | Salta Central                | CA Independiente (C) | 30 de mayo | 16:00   |
| Defensores del Norte       | 1 - 0     | Juventud Unida de Santa Rosa | Malvinas Argentinas  | 30 de mayo | 16:30   |
| Chacarita                  | 2 - 2     | Ferrocarriles del Estado     | Malvinas Argentinas  | 31 de mayo | 14:30   |
| Independiente (Huillapima) | 1 - 3     | Américo Tesorieri            | CA Independiente (H) | 31 de mayo | 16:00   |
| Independiente (Capital)    | 1 - 1     | Villa Cubas                  | Malvinas Argentinas  | 31 de mayo | 16:30   |
| San Lorenzo de Alem        | 2 - 0     | Atlético Policial            | Malvinas Argentinas  | 1 de junio | 17:30   |

| Fecha 8                      | Fecha 8   | Fecha 8                    | Fecha 8               | Fecha 8    | Fecha 8 |
| Local                        | Resultado | Visita                     | Estadio               | Fecha      | Hora    |
| ---------------------------- | --------- | -------------------------- | --------------------- | ---------- | ------- |
| Independiente (Capital)      | 2 - 0     | Chacarita                  | CA Independiente (C)  | 6 de junio | 16:00   |
| Juventud Unida de Santa Rosa | 5 - 1     | Estudiantes de La Tablada  | Malvinas Argentinas   | 7 de junio | 15:00   |
| Villa Cubas                  | 1 - 1     | Defensores del Norte       | Raúl Omar Barrionuevo | 7 de junio | 16:00   |
| Américo Tesorieri            | 1 - 0     | San Lorenzo de Alem        | Malvinas Argentinas   | 7 de junio | 17:00   |
| Salta Central                | 2 - 0     | Independiente (Huillapima) | Malvinas Argentinas   | 8 de junio | 15:00   |
| Atlético Policial            | 2 - 0     | Ferrocarriles del Estado   | Malvinas Argentinas   | 8 de junio | 17:00   |

| Fecha 9                    | Fecha 9   | Fecha 9                      | Fecha 9                              | Fecha 9     | Fecha 9 |
| Local                      | Resultado | Visita                       | Estadio                              | Fecha       | Hora    |
| -------------------------- | --------- | ---------------------------- | ------------------------------------ | ----------- | ------- |
| Chacarita                  | 2 - 2     | Atlético Policial            | Malvinas Argentinas                  | 13 de junio | 17:00   |
| Estudiantes de La Tablada  | 0 - 1     | Villa Cubas                  | Malvinas Argentinas                  | 14 de junio | 14:00   |
| Ferrocarriles del Estado   | 1 - 4     | Américo Tesorieri            | Polideportivo Municipal de Chumbicha | 14 de junio | 15:00   |
| Independiente (Huillapima) | 3 - 1     | Juventud Unida de Santa Rosa | CA Independiente (H)                 | 14 de junio | 16:00   |
| Defensores del Norte       | 2 - 3     | Independiente (Capital)      | Malvinas Argentinas                  | 14 de junio | 16:30   |
| San Lorenzo de Alem        | 2 - 1     | Salta Central                | Malvinas Argentinas                  | 14 de junio | 19:00   |

| Fecha 10                     | Fecha 10  | Fecha 10                   | Fecha 10              | Fecha 10    | Fecha 10 |
| Local                        | Resultado | Visita                     | Estadio               | Fecha       | Hora     |
| ---------------------------- | --------- | -------------------------- | --------------------- | ----------- | -------- |
| Villa Cubas                  | 1 - 0     | Independiente (Huillapima) | Raúl Omar Barrionuevo | 20 de junio | 16:00    |
| Defensores del Norte         | 0 - 2     | Chacarita                  | Malvinas Argentinas   | 21 de junio | 14:30    |
| Américo Tesorieri            | 1 - 1     | Atlético Policial          | Malvinas Argentinas   | 21 de junio | 16:30    |
| Salta Central                | 2 - 1     | Ferrocarriles del Estado   | Malvinas Argentinas   | 22 de junio | 15:00    |
| Independiente (Capital)      | 1 - 0     | Estudiantes de La Tablada  | CA Independiente (C)  | 22 de junio | 16:00    |
| Juventud Unida de Santa Rosa | 1 - 1     | San Lorenzo de Alem        | Malvinas Argentinas   | 22 de junio | 17:00    |

| Fecha 11                   | Fecha 11  | Fecha 11                     | Fecha 11                             | Fecha 11    | Fecha 11 |
| Local                      | Resultado | Visita                       | Estadio                              | Fecha       | Hora     |
| -------------------------- | --------- | ---------------------------- | ------------------------------------ | ----------- | -------- |
| Estudiantes de La Tablada  | 1 - 2     | Defensores del Norte         | Malvinas Argentinas                  | 27 de junio | 16:00    |
| Chacarita                  | 2 - 3     | Américo Tesorieri            | Malvinas Argentinas                  | 28 de junio | 16:00    |
| Ferrocarriles del Estado   | 2 - 1     | Juventud Unida de Santa Rosa | Polideportivo Municipal de Chumbicha | 28 de junio | 16:00    |
| Atlético Policial          | 2 - 0     | Salta Central                | Malvinas Argentinas                  | 29 de junio | 16:00    |
| Independiente (Huillapima) | 1 - 2     | Independiente (Capital)      | CA Independiente (H)                 | 29 de junio | 16:00    |
| San Lorenzo de Alem        | 2 - 1     | Villa Cubas                  | Bicentenario                         | 29 de junio | 16:00    |

| 1. |

|                                              |
| Club Atlético San Lorenzo de Alem 28° título |
| Campeón Torneo Apertura 2025                 |

## Petit Torneo
El Petit Torneo se jugará a un solo partido con el sistema de eliminación directa, en el cual participarán los 8 equipos mejores ubicados luego del campeón del Apertura. El ganador de la Final clasificará al Torneo Regional Federal Amateur.

### Cuadro de desarrollo
|  | Cuartos de final | Cuartos de final          | Cuartos de final |                   |      | Semifinales              | Semifinales | Semifinales |  |   | Final                   | Final       | Final       |  |
|  | 5 y 6 de julio   | 5 y 6 de julio            | 5 y 6 de julio   |                   |      | 13 de julio              | 13 de julio | 13 de julio |  |   | 20 de julio             | 20 de julio | 20 de julio |  |
|  |                  |                           |                  |                   |      |                          |             |             |  |   |                         |             |             |  |
|  |                  |                           |                  |                   |      |                          |             |             |  |   |                         |             |             |  |
|  | 2                | Independiente (Capital)   | 0(5)             |                   |      |                          |             |             |  |   |                         |             |             |  |
|  | 2                | Independiente (Capital)   | 0(5)             |                   |      |                          |             |             |  |   |                         |             |             |  |
|  | 9                | Juventud Unida de S. Rosa | 0(4)             |                   |      |                          |             |             |  |   |                         |             |             |  |
|  | 9                | Juventud Unida de S. Rosa | 0(4)             |                   | 2    | Independiente (Capital)  | 0(5)        |             |  |   |                         |             |             |  |
|  |                  |                           |                  |                   | 2    | Independiente (Capital)  | 0(5)        |             |  |   |                         |             |             |  |
|  |                  |                           | 6                | Américo Tesorieri | 0(3) |                          |             |             |  |   |                         |             |             |  |
|  | 5                | Villa Cubas               | 6                | Américo Tesorieri | 0(3) | 0(1)                     |             |             |  |   |                         |             |             |  |
|  | 5                | Villa Cubas               |                  |                   |      |                          |             |             |  |   |                         |             |             |  |
|  | 6                | Américo Tesorieri         | 0(3)             |                   |      |                          |             |             |  |   |                         |             |             |  |
|  | 6                | Américo Tesorieri         | 0(3)             |                   |      |                          |             |             |  | 2 | Independiente (Capital) | 1(4)        |             |  |
|  |                  |                           |                  |                   |      |                          |             |             |  | 2 | Independiente (Capital) | 1(4)        |             |  |
|  |                  |                           | 7                | Atlético Policial | 1(3) |                          |             |             |  |   |                         |             |             |  |
|  | 3                | Salta Central             | 7                | Atlético Policial | 1(3) | 1(3)                     |             |             |  |   |                         |             |             |  |
|  | 3                | Salta Central             |                  |                   |      |                          |             |             |  |   |                         |             |             |  |
|  | 8                | Ferrocarriles del Estado  | 1(5)             |                   |      |                          |             |             |  |   |                         |             |             |  |
|  | 8                | Ferrocarriles del Estado  | 1(5)             |                   | 8    | Ferrocarriles del Estado | 2(2)        |             |  |   |                         |             |             |  |
|  |                  |                           |                  |                   | 8    | Ferrocarriles del Estado | 2(2)        |             |  |   |                         |             |             |  |
|  |                  |                           | 7                | Atlético Policial | 2(3) |                          |             |             |  |   |                         |             |             |  |
|  | 4                | Defensores del Norte      | 7                | Atlético Policial | 2(3) | 0                        |             |             |  |   |                         |             |             |  |
|  | 4                | Defensores del Norte      |                  |                   |      |                          |             |             |  |   |                         |             |             |  |
|  | 7                | Atlético Policial         | 2                |                   |      |                          |             |             |  |   |                         |             |             |  |
|  | 7                | Atlético Policial         | 2                |                   |      |                          |             |             |  |   |                         |             |             |  |
|  |                  |                           |                  |                   |      |                          |             |             |  |   |                         |             |             |  |

Nota: En caso de igualar en los 90' de juego, se definirá mediante tiros desde el punto penal.
|  |

### Cuartos de final
| 5 de julio, 16:00                             | Independiente (C)                                                                       | 0 - 0 (5:4 p.)             | Juventud Unida de S. Rosa                                                 | Estadio Malvinas Argentinas, Catamarca |                                |
|                                               | Laureano Palavecino                                                                     | Reporte                    |                                                                           | Árbitro(s): José Silva Castaño         | Árbitro(s): José Silva Castaño |
|                                               |                                                                                         | Tiros desde el punto penal |                                                                           |                                        |                                |
|                                               | Brandon Herrera · Lautaro Chávez · Marcos Cedrón · Isaías Páez · Rodrigo Herrera Gaitán |                            | Franco Bordón · Luis Velardez · Matías Martín · Axel Chaile · Misael Sosa |                                        |                                |
| Independiente (Capital) avanzó a Semifinales. |                                                                                         |                            |                                                                           |                                        |                                |

| 5 de julio, 14:00                              | Salta Central                                                        | 1 - 1 (3:5 p.)             | Ferrocarriles del Estado                                                         | Estadio Malvinas Argentinas, Catamarca |                             |
|                                                | Francisco Noriega 43' · Agustín Soria 90+1'                          | Reporte                    | 44' José Romero                                                                  | Árbitro(s): Exequiel Agüero            | Árbitro(s): Exequiel Agüero |
|                                                |                                                                      | Tiros desde el punto penal |                                                                                  |                                        |                             |
|                                                | Franco Contreras · Gabriel Heredia · Cristian Salcedo · Gabriel Seco |                            | Gonzalo Paredes · Marcos Quinteros · Luis Córdoba · Nelson Paredes · José Romero |                                        |                             |
| Ferrocarriles del Estado avanzó a Semifinales. |                                                                      |                            |                                                                                  |                                        |                             |

| 6 de julio, 14:00                       | Defensores del Norte | 0 - 2   | Atlético Policial                     | Estadio Malvinas Argentinas, Catamarca |                             |
|                                         |                      | Reporte | 52' Emmanuel Ceballos · 54' Luis Seco | Árbitro(s): Walter Palazolo            | Árbitro(s): Walter Palazolo |
| Atlético Policial avanzó a Semifinales. |                      |         |                                       |                                        |                             |

| 6 de julio, 16:30                       | Villa Cubas                                                    | 0 - 0 (1:3 p.)             | Américo Tesorieri                              | Estadio Malvinas Argentinas, Catamarca |                            |
|                                         |                                                                | Reporte                    |                                                | Árbitro(s): Mario Baigorrí             | Árbitro(s): Mario Baigorrí |
|                                         |                                                                | Tiros desde el punto penal |                                                |                                        |                            |
|                                         | Héctor Acosta · Ricardo Salas · Ramiro Aballay · Gabriel Luque |                            | Saúl Castro · Nahuel Ahumada · Francisco Soria |                                        |                            |
| Américo Tesorieri avanzó a Semifinales. |                                                                |                            |                                                |                                        |                            |

### Semifinales
| 13 de julio, 14:00                         | Independiente (C)                                                                    | 0 - 0 (5:3 p.)             | Américo Tesorieri                                               | Estadio Malvinas Argentinas, Catamarca |                           |
|                                            |                                                                                      | Reporte                    |                                                                 | Árbitro(s): Andrés Agüero              | Árbitro(s): Andrés Agüero |
|                                            |                                                                                      | Tiros desde el punto penal |                                                                 |                                        |                           |
|                                            | Brandon Herrera · Lautaro Chávez · Marcos Cedrón · Juan Cruz Herrera · Braian Ramayo |                            | Saúl Castro · Nahuel Ahumada · Walter Bazán · Javier Bustamante |                                        |                           |
| Independiente (Capital) avanzó a la Final. |                                                                                      |                            |                                                                 |                                        |                           |

| 13 de julio, 16:30                   | Atlético Policial                                            | 2 - 2 (3:2 p.)             | Ferrocarriles del Estado                                                           | Estadio Malvinas Argentinas, Catamarca |                          |
|                                      | Nicolás Bustamante 31' · Emmanuel Ceballos 73'               | Reporte                    | 47' Martín Santander · 50' Marcos Córdoba · 87' José Romero                        | Árbitro(s): Jorge Romero               | Árbitro(s): Jorge Romero |
|                                      |                                                              | Tiros desde el punto penal |                                                                                    |                                        |                          |
|                                      | Luis Seco · Ulises Carrizo · Emmanuel Ceballos · Juan Moreno |                            | Gonzalo Paredes · Marcos Quinteros · Luis Córdoba · Gerásimo Carrizo · Ulises Ance |                                        |                          |
| Atlético Policial avanzó a la Final. |                                                              |                            |                                                                                    |                                        |                          |

### Final
| 20 de julio, 17:00                                                                                                   | Independiente (C)                                                 | 1 - 1 (4:3 p.)             | Atlético Policial                                                              | Estadio Malvinas Argentinas, Catamarca |                            |
| | Braian Ramayo 37'                                                 | Reporte                    | 26' Luis Seco                                                                  | Árbitro(s): Matías Salcedo             | Árbitro(s): Matías Salcedo |
| |                                                                   | Tiros desde el punto penal |                                                                                |                                        |                            |
| | Brandon Herrera · Lautaro Chávez · Alexis Herrera · Marcos Cedrón |                            | Matías Sacco · Ulises Carrizo · Juan Moreno · Nazareno Ríos Varela · Luis Seco |                                        |                            |
| Independiente (Capital) se consagró campeón del Petit Torneo y clasificó al Torneo Regional Federal Amateur 2025-26. |                                                                   |                            |                                                                                |                                        |                            |

## Reválida
La Reválida se jugará a un solo partido con el sistema de eliminación directa, en el cual participarán los equipos eliminados en cuartos de final y semifinales del Petit Torneo. El ganador de la tercera ronda jugará la final contra el subcampeón del Petit por la última plaza en el Torneo Regional Federal Amateur.

### Cuadro de desarrollo
|  | Primera ronda | Primera ronda             | Primera ronda            |                      |   | Segunda ronda | Segunda ronda | Segunda ronda |  |   | Tercera ronda | Tercera ronda | Tercera ronda |  |   | Final       | Final       | Final       |  |
|  | 12 de julio   | 12 de julio               | 12 de julio              |                      |   | 19 de julio   | 19 de julio   | 19 de julio   |  |   | 25 de julio   | 25 de julio   | 25 de julio   |  |   | 3 de agosto | 3 de agosto | 3 de agosto |  |
|  |               |                           |                          |                      |   |               |               |               |  |   |               |               |               |  |   |             |             |             |  |
|  |               |                           |                          |                      |   |               |               |               |  |   |               |               |               |  |   |             |             |             |  |
|  |               |                           |                          |                      |   |               |               |               |  |   |               |               |               |  |   |             |             |             |  |
|  |               |                           |                          |                      |   |               |               |               |  |   |               |               |               |  |   |             |             |             |  |
|  |               |                           |                          |                      |   |               |               |               |  |   |               |               |               |  |   |             |             |             |  |
|  |               | 8                         | Ferrocarriles del Estado | 1                    |   |               |               |               |  |   |               |               |               |  |   |             |             |             |  |
|  |               |                           |                          | 1                    |   |               |               |               |  |   |               |               |               |  |   |             |             |             |  |
|  |               |                           | 5                        | Villa Cubas          | 2 |               |               |               |  |   |               |               |               |  |   |             |             |             |  |
|  | 9             | Juventud Unida de S. Rosa | 5                        | Villa Cubas          | 2 | 0             |               |               |  |   |               |               |               |  |   |             |             |             |  |
|  | 9             | Juventud Unida de S. Rosa |                          |                      |   |               |               |               |  |   |               |               |               |  |   |             |             |             |  |
|  | 5             | Villa Cubas               | 1                        |                      |   |               |               |               |  |   |               |               |               |  |   |             |             |             |  |
|  | 5             | Villa Cubas               | 1                        |                      |   |               |               |               |  | 5 | Villa Cubas   | 2             |               |  |   |             |             |             |  |
|  |               |                           |                          |                      |   |               |               |               |  | 5 | Villa Cubas   | 2             |               |  |   |             |             |             |  |
|  |               |                           | 6                        | Américo Tesorieri    | 0 |               |               |               |  |   |               |               |               |  |   |             |             |             |  |
|  |               |                           | 6                        | Américo Tesorieri    | 0 |               |               |               |  |   |               |               |               |  |   |             |             |             |  |
|  |               |                           |                          |                      |   |               |               |               |  |   |               |               |               |  |   |             |             |             |  |
|  |               |                           |                          |                      |   |               |               |               |  |   |               |               |               |  |   |             |             |             |  |
|  |               | 6                         | Américo Tesorieri        | 3                    |   |               |               |               |  |   |               |               |               |  |   |             |             |             |  |
|  |               |                           |                          | 3                    |   |               |               |               |  |   |               |               |               |  |   |             |             |             |  |
|  |               |                           | 4                        | Defensores del Norte | 0 |               |               |               |  |   |               |               |               |  |   |             |             |             |  |
|  | 3             | Salta Central             | 4                        | Defensores del Norte | 0 | 0(3)          |               |               |  |   |               |               |               |  |   |             |             |             |  |
|  | 3             | Salta Central             |                          |                      |   |               |               |               |  |   |               |               |               |  |   |             |             |             |  |
|  | 4             | Defensores del Norte      | 0(4)                     |                      |   |               |               |               |  |   |               |               |               |  |   |             |             |             |  |
|  | 4             | Defensores del Norte      | 0(4)                     |                      |   |               |               |               |  |   |               |               |               |  | 5 | Villa Cubas | 1           |             |  |
|  |               |                           |                          |                      |   |               |               |               |  |   |               |               |               |  | 5 | Villa Cubas | 1           |             |  |
|  |               |                           | 7                        | Atlético Policial    | 2 |               |               |               |  |   |               |               |               |  |   |             |             |             |  |
|  |               |                           | 7                        | Atlético Policial    | 2 |               |               |               |  |   |               |               |               |  |   |             |             |             |  |
|  |               |                           |                          |                      |   |               |               |               |  |   |               |               |               |  |   |             |             |             |  |
|  |               |                           |                          |                      |   |               |               |               |  |   |               |               |               |  |   |             |             |             |  |
|  |               |                           |                          |                      |   |               |               |               |  |   |               |               |               |  |   |             |             |             |  |
|  |               |                           |                          |                      |   |               |               |               |  |   |               |               |               |  |   |             |             |             |  |
|  |               |                           |                          |                      |   |               |               |               |  |   |               |               |               |  |   |             |             |             |  |
|  |               |                           |                          |                      |   |               |               |               |  |   |               |               |               |  |   |             |             |             |  |
|  |               |                           |                          |                      |   |               |               |               |  |   |               |               |               |  |   |             |             |             |  |
|  |               |                           |                          |                      |   |               |               |               |  |   |               |               |               |  |   |             |             |             |  |
|  |               |                           |                          |                      |   |               |               |               |  |   |               |               |               |  |   |             |             |             |  |
|  |               |                           |                          |                      |   |               |               |               |  |   |               |               |               |  |   |             |             |             |  |
|  |               |                           |                          |                      |   |               |               |               |  |   |               |               |               |  |   |             |             |             |  |
|  |               |                           |                          |                      |   |               |               |               |  |   |               |               |               |  |   |             |             |             |  |
|  |               |                           |                          |                      |   |               |               |               |  |   |               |               |               |  |   |             |             |             |  |
|  |               |                           |                          |                      |   |               |               |               |  |   |               |               |               |  |   |             |             |             |  |
|  |               |                           |                          |                      |   |               |               |               |  |   |               |               |               |  |   |             |             |             |  |
|  |               |                           |                          |                      |   |               |               |               |  |   |               |               |               |  |   |             |             |             |  |
|  |               |                           |                          |                      |   |               |               |               |  |   |               |               |               |  |   |             |             |             |  |
|  |               |                           |                          |                      |   |               |               |               |  |   |               |               |               |  |   |             |             |             |  |
|  |               |                           |                          |                      |   |               |               |               |  |   |               |               |               |  |   |             |             |             |  |
|  |               |                           |                          |                      |   |               |               |               |  |   |               |               |               |  |   |             |             |             |  |
|  |               |                           |                          |                      |   |               |               |               |  |   |               |               |               |  |   |             |             |             |  |
|  |               |                           |                          |                      |   |               |               |               |  |   |               |               |               |  |   |             |             |             |  |

Nota: En caso de igualar en los 90' de juego, se definirá mediante tiros desde el punto penal.
|  |

### Primera ronda
| 12 de julio, 17:00                     | Villa Cubas       | 1 - 0   | Juventud Unida de S. Rosa | Estadio Malvinas Argentinas, Catamarca |                             |
|                                        | Gastón Romero 11' | Reporte |                           | Árbitro(s): Hernán Palacios            | Árbitro(s): Hernán Palacios |
| Villa Cubas avanzó a la Segunda ronda. |                   |         |                           |                                        |                             |

| 12 de julio, 14:30                              | Salta Central                                                                              | 0 - 0 (3:4 p.)             | Defensores del Norte                                                      | Estadio Malvinas Argentinas, Catamarca |                            |
|                                                 |                                                                                            | Reporte                    | 90+1' Diego Barros                                                        | Árbitro(s): Matías Salcedo             | Árbitro(s): Matías Salcedo |
|                                                 |                                                                                            | Tiros desde el punto penal |                                                                           |                                        |                            |
|                                                 | Franco Contreras · Gabriel Heredia · Cristian Salcedo · Leandro Maza · Maximiliano Heredia |                            | Axel Galván · Carlos Carrizo · Pablo Varela · Braian Soria · Carlos Tapia |                                        |                            |
| Defensores del Norte avanzó a la Segunda ronda. |                                                                                            |                            |                                                                           |                                        |                            |

### Segunda ronda
| 19 de julio, 17:00                     | Villa Cubas                              | 2 - 1   | Ferrocarriles del Estado | Estadio Malvinas Argentinas, Catamarca |                            |
|                                        | Héctor Acosta 30' · Facundo Orellana 59' | Reporte | 57' Samuel Guanco        | Árbitro(s): Pablo Figueroa             | Árbitro(s): Pablo Figueroa |
| Villa Cubas avanza a la Tercera ronda. |                                          |         |                          |                                        |                            |

| 19 de julio, 14:30                           | Defensores del Norte | 0 - 3   | Américo Tesorieri          | Estadio Malvinas Argentinas, Catamarca |                          |
|                                              |                      | Reporte | 23' 34' 44' Gonzalo Aranda | Árbitro(s): Jorge Romero               | Árbitro(s): Jorge Romero |
| Américo Tesorieri avanza a la Tercera ronda. |                      |         |                            |                                        |                          |

### Tercera ronda
| 25 de julio, 17:00                    | Villa Cubas                              | 2 - 0   | Américo Tesorieri | Estadio Malvinas Argentinas, Catamarca |                            |
|                                       | Francisco de María 6' · Mateo Dávila 36' | Reporte |                   | Árbitro(s): Matías Salcedo             | Árbitro(s): Matías Salcedo |
| Villa Cubas avanza a la Cuarta ronda. |                                          |         |                   |                                        |                            |

### Final
| 3 de agosto, 16:00                                                      | Villa Cubas      | 1 - 2 | Atlético Policial                          | Estadio Malvinas Argentinas, Catamarca |                                |
|                                                                         | Kevin Medina 39' |       | 15' Juan M. Moreno · 79' Emmanuel Ceballos | Árbitro(s): Jesús María Aldeco         | Árbitro(s): Jesús María Aldeco |
| Atlético Policial clasificó al Torneo Regional Federal Amateur 2025-26. |                  |       |                                            |                                        |                                |

## Clasificados al Torneo Regional Federal Amateur 2025-26
|                         |                         |                         |
| San Lorenzo de Alem     | Independiente (Capital) | Atlético Policial       |
| Campeón Torneo Apertura | Campeón Petit Torneo    | Ganador Fase Reválida   |
| Clasificado: 29/06/2025 | Clasificado: 20/07/2025 | Clasificado: 03/08/2025 |

## Estadísticas

### Goleadores
| Jugador                            | Equipo                    | Goles |
| ---------------------------------- | ------------------------- | ----- |
| Leandro Maza                       | Salta Central             | 8     |
| Javier Bustamante                  | Américo Tesorieri         | 7     |
| Laureano Palavecino                | Independiente (Capital)   | 7     |
| Gabriel Luque                      | Villa Cubas               | 5     |
| José Romero                        | Ferrocarriles (Chumbicha) | 5     |
| Actualizado al 29 de junio de 2025 |                           |       |

| David Lucero              | Estudiantes de La Tablada    | 4 |
| Franco Contreras          | Salta Central                | 4 |
| Juan Manuel Moreno        | Atlético Policial            | 4 |
| Santiago Amaya            | Defensores del Norte         | 4 |
| Ulises Carrizo            | Atlético Policial            | 4 |
| Valentín Olmos Ontivero   | Juventud Unida de Santa Rosa | 4 |
| Axel Chaile               | Juventud Unida de Santa Rosa | 3 |
| Cristian Nieva            | San Lorenzo de Alem          | 3 |
| Fernando Novillo          | Chacarita                    | 3 |
| Ignacio Gordillo          | Defensores del Norte         | 3 |
| Leonardo Rojas            | San Lorenzo de Alem          | 3 |
| Luciano Castillo          | Chacarita                    | 3 |
| Luis Seco                 | Atlético Policial            | 3 |
| Luis Velardez             | Juventud Unida de Santa Rosa | 3 |
| Matías Ontivero           | San Lorenzo de Alem          | 3 |
| Maximiliano Luna          | Juventud Unida de Santa Rosa | 3 |
| Miguel Rizzardo           | Villa Cubas                  | 3 |
| Nicolás Bustamante        | Atlético Policial            | 3 |
| Ramiro Herrera Gaitán     | Independiente (Capital)      | 3 |
| Saúl Castro               | Américo Tesorieri            | 3 |
| Sergio Carrizo            | San Lorenzo de Alem          | 3 |
| Adrián Coronel            | Independiente (Huillapima)   | 2 |
| Agustín Millán            | Chacarita                    | 2 |
| Alexis Vega               | Villa Cubas                  | 2 |
| Axel Nahuel Galván        | Defensores del Norte         | 2 |
| César Sánchez             | Atlético Policial            | 2 |
| Diego Barros              | Defensores del Norte         | 2 |
| Elías Peralta             | Ferrocarriles (Chumbicha)    | 2 |
| Emmanuel Ceballos         | Atlético Policial            | 2 |
| Exequiel Juárez Espinoza  | Independiente (Capital)      | 2 |
| Gonzalo Aranda            | Américo Tesorieri            | 2 |
| Iván Ariza                | Independiente (Huillapima)   | 2 |
| José Luis Utrera          | Defensores del Norte         | 2 |
| Juan Cruz Herrera         | Independiente (Capital)      | 2 |
| Lucas Herrera             | Villa Cubas                  | 2 |
| Marcos Córdoba            | Ferrocarriles (Chumbicha)    | 2 |
| Matías Ahumada Acuña      | Chacarita                    | 2 |
| Maximiliano Heredia       | Salta Central                | 2 |
| Mayco Guzmán              | Independiente (Huillapima)   | 2 |
| Pablo Quiroga             | San Lorenzo de Alem          | 2 |
| Rafael Sosa               | Américo Tesorieri            | 2 |
| Rodrigo Herrera Gaitán    | Independiente (Capital)      | 2 |
| Adrián Santucho           | Ferrocarriles (Chumbicha)    | 1 |
| Agustín Soria             | Américo Tesorieri            | 1 |
| Airton Mendoza            | Juventud Unida de Santa Rosa | 1 |
| Alan Rivas                | Independiente (Capital)      | 1 |
| Alan Villarroel           | Chacarita                    | 1 |
| Álvaro Sánchez Bracamonte | Ferrocarriles (Chumbicha)    | 1 |
| Braian Barrionuevo        | Independiente (Huillapima)   | 1 |
| Braian Ramayo             | Independiente (Capital)      | 1 |
| Brandon Herrera           | Independiente (Capital)      | 1 |
| Carlos Carrizo            | Defensores del Norte         | 1 |
| Claudio Cejas Barrionuevo | Independiente (Huillapima)   | 1 |
| César Samuel Guanco       | Ferrocarriles (Chumbicha)    | 1 |
| Cristian Rodríguez        | Defensores del Norte         | 1 |
| Darío Rojo                | Chacarita                    | 1 |
| Diego Vergara Seco        | Estudiantes de La Tablada    | 1 |
| Dilan Máximo Ovando       | San Lorenzo de Alem          | 1 |
| Facundo Romero            | Independiente (Huillapima)   | 1 |
| Facundo Santillán         | San Lorenzo de Alem          | 1 |
| Federico López Más        | San Lorenzo de Alem          | 1 |
| Fernando Pedraza          | San Lorenzo de Alem          | 1 |
| Francisco Noriega         | Salta Central                | 1 |
| Franco Bordón             | Juventud Unida de Santa Rosa | 1 |
| Franco Correa Maturano    | Américo Tesorieri            | 1 |
| Franco Saavedra           | Defensores del Norte         | 1 |
| Gerónimo Hernández        | Américo Tesorieri            | 1 |
| Gonzalo Romero            | Chacarita                    | 1 |
| Héctor Acosta             | Villa Cubas                  | 1 |
| Héctor Ricardo Martínez   | Estudiantes de La Tablada    | 1 |
| Joel Carrizo              | Defensores del Norte         | 1 |
| Jonathan Castro           | Juventud Unida de Santa Rosa | 1 |
| Kevin Medina              | Villa Cubas                  | 1 |
| Lautaro Chávez            | Independiente (Capital)      | 1 |
| Leonel Ramírez            | Independiente (Huillapima)   | 1 |
| Lucas Tapia               | Chacarita                    | 1 |
| Luciano Castro            | Atlético Policial            | 1 |
| Matías Castillo           | Estudiantes de La Tablada    | 1 |
| Maximiliano Córdoba       | San Lorenzo de Alem          | 1 |
| Miguel Aballay            | Américo Tesorieri            | 1 |
| Miguel Paredes Tapia      | Ferrocarriles (Chumbicha)    | 1 |
| Nahuel Ahumada            | Américo Tesorieri            | 1 |
| Nahuel Barrionuevo        | Chacarita                    | 1 |
| Nazareno Ríos Varela      | Atlético Policial            | 1 |
| Neri Sigampa              | Villa Cubas                  | 1 |
| Pablo Varela              | Defensores del Norte         | 1 |
| Román Ramírez             | Salta Central                | 1 |
| Ronald Tapia              | Villa Cubas                  | 1 |
| Tiago Saavedra            | Estudiantes de La Tablada    | 1 |
| Uriel Castillo            | Independiente (Capital)      | 1 |
| Williams Carrión          | Salta Central                | 1 |

### Autogoles
| Jugador                 | Equipo                    | Anot. | Jornada  | Rival |
| ----------------------- | ------------------------- | ----- | -------- | ----- |
| Maximiliano Robledo     | San Lorenzo de Alem       | 1     | Fecha 4  | INH   |
| Gastón Quiroga          | Chacarita                 | 1     | Fecha 5  | SLA   |
| Enzo Fernández          | Independiente (Capital)   | 1     | Fecha 6  | JUV   |
| Héctor Ricardo Martínez | Estudiantes de La Tablada | 1     | Clásicos | POL   |
| Héctor Acosta           | Villa Cubas               | 1     | Fecha 11 | SLA   |

### Promedio de goles
| Jornada               | Goles | PJ | Promedio |
| --------------------- | ----- | -- | -------- |
| Fecha 1               | 14    | 6  | 2.33     |
| Fecha 2               | 11    | 6  | 1.83     |
| Fecha 3               | 17    | 6  | 2.83     |
| Fecha 4               | 13    | 6  | 2.17     |
| Fecha 5               | 20    | 6  | 3.33     |
| Fecha 6               | 17    | 6  | 2.83     |
| Fecha de los Clásicos | 21    | 6  | 3.5      |
| Fecha 7               | 17    | 6  | 2.83     |
| Fecha 8               | 15    | 6  | 2.5      |
| Fecha 9               | 22    | 6  | 3.67     |
| Fecha 10              | 11    | 6  | 1.83     |
| Fecha 11              | 19    | 6  | 3.17     |
| Total                 | 197   | 72 | 2.74     |